# بلاتو (بلغارستان)
بلاتو (به بلغاری: Blato) یک منطقهٔ مسکونی در بلغارستان است که در شهرستان بوبف دل واقع شده‌است.